# Espenhain
Espenhain is een dorp en voormalige gemeente in de Duitse deelstaat Saksen. De gemeente maakt deel uit van het Landkreis Leipzig.
Espenhain werd per 1 juli 2015 toegevoegd aan de stad Rötha en telt  inwoners.
Espenhain werd in Duitsland landelijk bekend door de aanwezigheid van het DDR-Kombinat Espenhain waar de lokaal gewonnen bruinkool werd verwerkt. Espenhain was bekend als smerigste stad van Duitsland door de ongezuiverde uitstoot van afvalgassen, zwavel, stof en roet. De levensverwachting van de bewoners van Espenhain lag door deze milieubelasting enige jaren onder het DDR-gemiddelde.

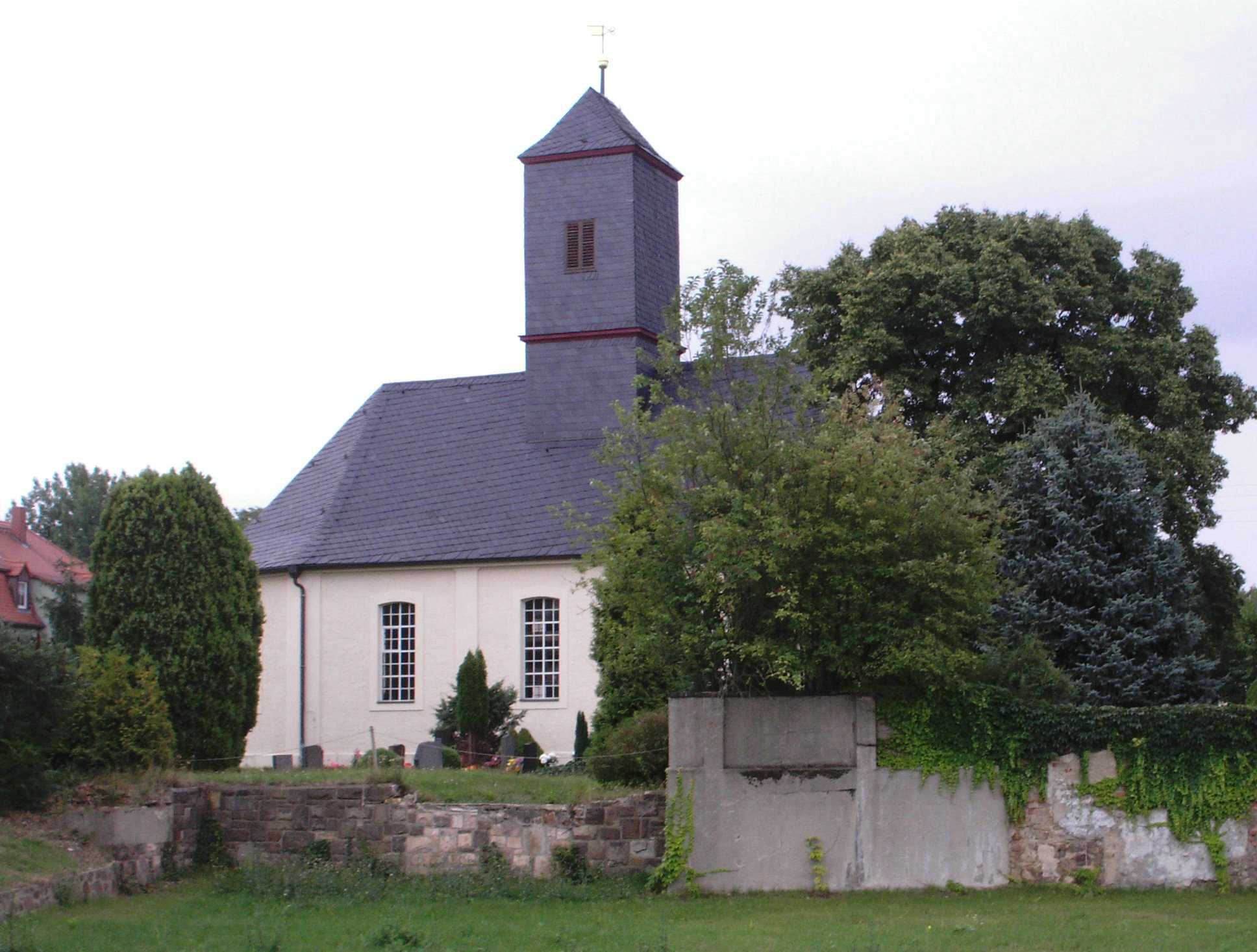
Kerk

Bad Lausick ·
Belgershain ·
Bennewitz · 
Böhlen ·
Borna ·
Borsdorf ·
Brandis ·
Colditz ·
Elstertrebnitz ·
Frohburg ·
Geithain ·
Grimma ·
Groitzsch ·
Großpösna ·
Kitzscher ·
Kohren-Sahlis ·
Lossatal ·
Machern ·
Markkleeberg ·
Markranstädt ·
Naunhof ·
Neukieritzsch ·
Otterwisch ·
Parthenstein ·
Pegau ·
Regis-Breitingen ·
Rötha ·
Thallwitz ·
Trebsen/Mulde ·
Wurzen ·
Zwenkau